# Jaklapallisaurus
Jaklapallisaurus (лат.) — род растительноядных динозавров из семейства Unaysauridae подотряда завроподоморф, живших в верхнем триасе (227—201,3 млн лет назад) на территории современной Индии. Включает единственный типовой вид — Jaklapallisaurus asymmetrica.
Вид описан Fernando Emilio Novas, Martin Ezcurra, Sankar Chatterjee и T. S. Kutty в 2011 году. Родовое название дано по названию деревни Jaklapalli в Индии. Видовое название означает «асимметричный» и относится к форме ног.
Окаменелости Jaklapallisaurus были найдены в штате Андхра-Прадеш в формации Малери, которая относится к норию — рэту. Голотип ISI R274 состоит из частичного скелета без черепа. Сохранились: фрагмент одного позвонка, часть хвостовых позвонков, нижняя часть правого заднего бедра, голень, нижняя часть бедренной кости.
В результате кладистического анализа, проведённого при описании нового рода, Jaklapallisaurus поместили в семейство платеозаврид подотряда завроподоморф. В 2018 году Müller с коллегами, описывая новый род Macrocollum, перенесли Jaklapallisaurus в новое семейство Unaysauridae того же подотряда.